# Anna Barbara Colonna von Fels

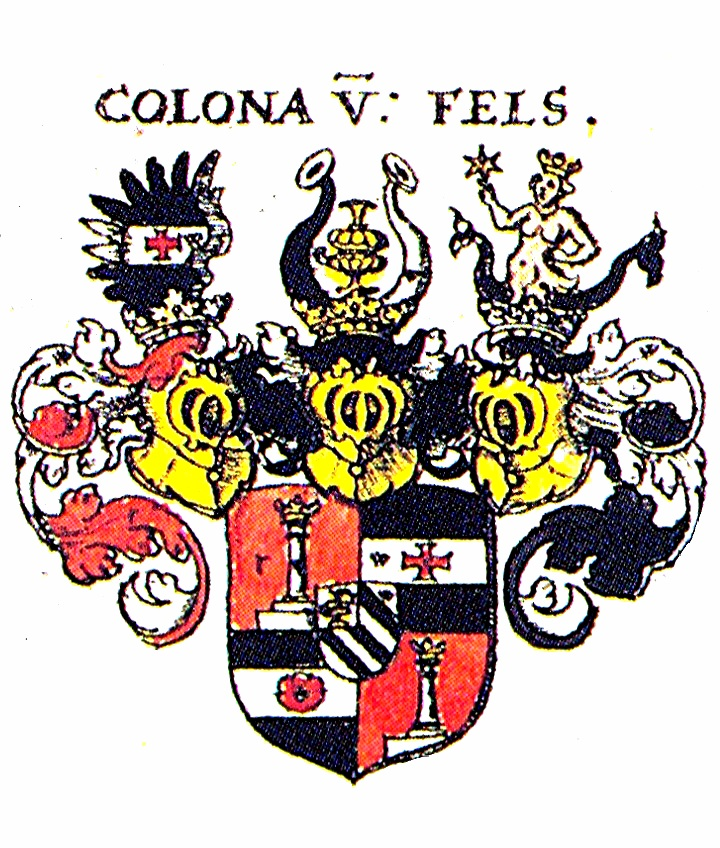
Wappen der Colonna von Fels

Wappen der von Schönburg

Anna Barbara Colonna Freifrau von und zu Fels, geborene von Schönburg-Glauchau (* 13. Mai 1583 in Penig; † 13. Mai 1625 in Wechselburg) war eine böhmische Adlige und Gutsbesitzerin sächsischer Herkunft. 

## Biografie
Anna Barbara Colonna von Fels stammte aus dem alten sächsischen Adelsgeschlecht Schönburg. Ihre Eltern waren Wolf III. von Schönburg-Glauchau und Waldenburg (1556–1612) und Elisabeth geb. Freiin von Tschernembl (1563–1601). Im Alter von 17 Jahren heiratete sie am 23. November 1600 den böhmischen Adligen Friedrich Kaspar Colonna von Fels (um 1575–1614). Zur Trauung waren die verwitwete Kurfürstin Sophie, sowie die Prinzen Christian, Johann Georg und August von Sachsen geladen, jedoch nicht persönlich erschienen. Zu diesem Anlass fertigte ein Goldschmiedemeister eine Hochzeitsgabe an. Die Colonna von Fels waren wie die Schönburg Lutheraner, des Weiteren gehörten sie unter den evangelischen Ständen zu den Radikalen und waren Parteigänger des Winterkönigs Friedrich V. Ihr Mann Friedrich Colonna von Fels hatte am 22. Februar 1602 von seinem Vetter Graf Stephan Schlick die Herrschaft Neudek gekauft und seither größtenteils auf Schloss Neudek residiert.
Nach dem plötzlichen Tod ihres Mannes 1614, führte Anna Barbara Colonna von Fels für ihren unmündigen Sohn Wolf Caspar die Herrschaft über Neudek, Gabhorn und andere Besitzungen. Nach der Schlacht am Weißen Berg unterwarf sich die Protestantin Kaiser Ferdinand II., indem sie dem Kommissar Fürst Karl von Liechtenstein gehorsam lobte und so vorerst im Besitz ihrer Güter blieb. 1623 starb ihr ältester Sohn und Erbe Wolf Kaspar in Karlsbad. Unter ihrer Herrschaft fielen wiederholt Mansfeldische Truppen in ihr Gebiet ein. Auf kaiserlichen Befehl hatten ab 1624 alle evangelischen Geistlichen das Land zu verlassen. Da kein Seelsorger mehr zu Stelle war, ließ sie auf Beratschlagung hin seit 1625 den Schulmeister von Neudek die Kindstaufen verrichten. Am 5. Mai 1625 reiste sie von Neudek nach Leipzig, um den Wechsel ihrer Söhne nach Frankreich zu koordinieren, erkrankte jedoch während ihres Aufenthaltes an Fieber. Auf eigenen Wunsch wurde sie nach Wechselburg getragen und starb dort im Beisein ihrer Tochter am 13. Mai 1625 im Alter von 42 Jahren. Ihr Leichnam wurde nach Penig überführt und in der Stadtkirche beigesetzt. Die Leichenpredigt wurde 1626 in Altenburg zum Druck gegeben.

## Nachleben
Nach ihrem Tod ging die Herrschaft an ihre Söhne Johann Georg, Wilhelm und Wolf Leonhard Colonna von Fels. Am 27. August 1628 bat ihr Sohn Hans Georg, für sich und seinen Bruder, aus dem sächsischen Exil in Zschopau um Wiederaufnahme, sowie im November 1631 Hans Georg, Wolf Leonhard und deren Vetter Kaspar Colonna von Fels um die Rückgabe ihrer "erbeigenen Güter". Zuvor hatten die Geschwister am 4. Januar 1629 erfolglos versucht die Liegenschaften an ihren Schwager Graf Johann Philipp Cratz von Scharffenstein zu veräußern, der die Kaufsumme in Höhe von 130.000 Gulden nicht aufbringen konnte. Wegen der angeblichen Teilnahme der Brüder an einer erneuten Rebellion gegen den Kaiser von der Friedländischen Kommission angeklagt, wurde Neudek und Gabhorn von der königlichen Kammer eingezogen. Über die Colonnas herrschte seither in der böhmischen Landtafel "Stillschweigen". Der sächsische Kurfürst ernannte Hans Georg Colonna von Fels zum Kriegskommissar von Eger und des Elbogener Kreises. Letzterer wurde in der Schlacht bei Lützen 1632 schwer verwundet und starb nach wenigen Tagen in Naumburg.
1633 erhielt Graf Hermann Czernin von Chudenitz das konfiszierte Gut Neudek für 73.000 Schock Meißner Groschen. Davon zahlte man die Anteile der bestraften Johann Georg und Wolf Leonhard Fels in Höhe von 48.666 Schock dem Herzog von Wallenstein aus, sowie laut Bestimmung der dritte Teil, nämlich 24.333 Schock Wilhelm Freiherr von Fels, insofern letzterer nachweisen könne, nicht am sächsischen Überfall von 1631 mitgewirkt zu haben. Nach dem Westfälischen Frieden und dem Tod ihrer Brüder führte Anna Elisabeth verheiratete und nunmehr verwitwete Cratz von Scharffenstein, unterstützt vom sächsischen Kurfürsten, einen Rechtsstreit um den enteigneten Besitz. Da die Beteiligung der Freiherren von Fels am sächsischen Aufstand von 1631 im Urteil der friedländischen Kommission nicht nachgewiesen werden konnte, kam ein vom königlichen Prokurator abgegebenes Gutachten vom 13. Dezember 1659 zu dem Ergebnis, dass der Frau Cratz von Scharffenstein eine Entschädigung zustehe.

## Nachkommen
- Anna Elisabeth († 27. Dezember 1669 in Prag), ⚭ 1625 Johann Philipp Cratz von Scharffenstein, schwedischer Feldmarschall
- Wolff Caspar (*/† 1603 in Neudek)
- Joannes Georgius (* 1604 in Neudek; † 1632 in Naumburg), kursächsischer Kriegskommissar, schwedischer Oberstleutnant[11]
- Wilhelmus (* 1605 in Neudek)
- Anna Barbara (* 1606 in Neudek; † 1608 ebenda)
- Casparus (* 1607 in Neudek; † 1623 in Karlsbad)
- Wolfgang Leonhard (* 1609 in Neudek)

## Vorfahren
| Anna Barbara von Schönburg | Wolf III. von Schönburg-Glauchau | Wolf II. von Schönburg-Glauchau | Ernst von Schönburg-Glauchau |
| Anna Barbara von Schönburg | Wolf III. von Schönburg-Glauchau | Wolf II. von Schönburg-Glauchau | Amelie von Leisnig-Penig     |
| Anna Barbara von Schönburg | Wolf III. von Schönburg-Glauchau | Anna Schenk von Landsberg       | Wilhelm Schenk von Landsberg |
| Anna Barbara von Schönburg | Wolf III. von Schönburg-Glauchau | Anna Schenk von Landsberg       | Magdalena von Reuss-Plauen   |
| Anna Barbara von Schönburg | Elisabeth von Tschernembl        | Johann von Tschernembul         | Christoph von Tschernembul   |
| Anna Barbara von Schönburg | Elisabeth von Tschernembl        | Johann von Tschernembul         | Margarethe von Schraffenberg |
| Anna Barbara von Schönburg | Elisabeth von Tschernembl        | Barbara von Starhemberg         | Erasmus I. von Starhemberg   |
| Anna Barbara von Schönburg | Elisabeth von Tschernembl        | Barbara von Starhemberg         | Anna von Schauenberg         |